# Бей-Паркуэй (линия Калвер, Ай-эн-ди)
|   |   |   |   |   |
| · | · | · | · | · |

|   |   |   |   |   |
| · | · | · | · | · |

«Бей-Паркуэй» (англ. Bay Parkway) — станция Нью-Йоркского метрополитена, расположенная на линии Калвер, Ай-эн-ди. Станция находится в Бруклине, в округе Мидвуд, на пересечении Бэй Парквэй с Макдональд авеню. На станции останавливаются маршруты F (круглосуточно) и <F> (в часы пик в пиковом направлении).
Станция расположена на трехпутном участке линии, причем платформами оборудованы только внешние (локальные) пути. Центральный экспресс-путь не используется для маршрутного движения поездов с 1976 года — именно тогда было прекращено экспресс-сообщение по линии из-за многочисленных жалоб пассажиров. Станция является эстакадной. В центральной части платформы оборудованы навесом, по всей протяжённости (за исключением северного конца) платформы ограждены бежевым железным забором. Название станции представлено преимущественно на стенах.
Станция имеет только один выход, расположенный в центральной части платформ. Лестницы с платформ ведут в мезонин под ними, где расположен турникетный павильон и зал ожидания. Здесь же существует бесплатный переход между платформами. В город с мезонина ведут три лестницы, к разным углам перекрестка Бэй Парквэй с Макдональд авеню. Рядом со станцией расположено Вашингтонское кладбище.